# Цинкернагель, Рольф
Рольф Мартин Цинкернагель (нем. Rolf Martin Zinkernagel; род. 6 января 1944, Риэн, Швейцария) — швейцарский иммунолог, лауреат Нобелевской премии по физиологии и медицине 1996 года — «за открытия в области иммунной системы человека, в частности её способности выявлять клетки, пораженные вирусом». Профессор экспериментальной иммунологии Университета Цюриха.

## Биография
Родился в городе Риэн (швейцарский кантон Базель-Штадт). Его дед по отцу был профессор немецкой литературы в Базельском университете. Отец работал в одной из крупнейших фармацевтических компаний Швейцарии того времени JR Geigy AG. Цинкернагель окончил Базельский университет, затем защитил диссертацию в Австралийском национальном университете в 1975 году.
В 2016 году подписал открытое письмо нобелевских лауреатов с призывом к Greenpeace, Организации Объединенных Наций и правительствам всего мира прекратить борьбу с генетически модифицированными организмами (ГМО).

## Награды
- 1981 — Cloëtta Prize[англ.]
- 1982 — Премия Эрнста Юнга[нем.]
- 1983 — Премия Пауля Эрлиха и Людвига Дармштедтера
- 1986 — Международная премия Гайрднера
- 1987 — Премия Вильяма Коли
- 1995 — Премия Альберта Ласкера за фундаментальные медицинские исследования
- 1996 — Нобелевская премия по физиологии и медицине (совместно с Питером Дохерти)
- Curtin Medal for Excellence in Medical Research Австралийского национального университета (2013)